# أحمد لطفي
أحمد لطفي خيري منصور (مواليد 19 يناير 1994 في الإمارات) لاعب كرة قدم مصري يلعب في الدفاع يلعب في نادي الجزيرة الحمراء.

## مسيرة اللاعب
كانت بداياته مع نادي شباب الضبعة و لعب في الدوري المصري مع نادي اتحاد الشرطة و وقع مع نادي ميت خاقان في صيف 2017  و بعدها لفريق شباب تلا مطلع عام 2018 و احترف في نادي بتايا يونايتد التايلندي مطلع عام 2019 في تجربة احترافية قصيرة  و وقع مع نادي مصفوت في صيف 2019 و انتقل إلى نادي اتحاد كلباء في صيف 2020 و وقع مع نادي الجزيرة الحمراء في صيف 2024.